# Cantó de Viroflay
El cantó de Viroflay és un antic cantó francès del departament d'Yvelines, que estava situat al districte de Versalles. Comptava amb 1 municipis i el cap era Viroflay.
Al 2015 va desaparèixer i el seu territori va passar a formar part del nou cantó de Versalles-2.

## Municipis
- Viroflay

## Història
| Data d'elecció                           | Identitat      | Partit                                 | Qualitat |
| ---------------------------------------- | -------------- | -------------------------------------- | -------- |
| 1967-1976                                | M. Renaud      | RI                                     |          |
| 1976-2008                                | Gérard Martin  | CD, després UDF, després divers droite |          |
| 2008-                                    | Olivier Lebrun | UMP                                    |          |
| les dades anteriors no són pas conegudes |                |                                        |          |
|                                          |                |                                        |          |